# اتحادیه مطبوعاتی صدا و سیما
اتحادیهٔ مطبوعاتی صدا و سیما (انگلیسی: Broadcasting Press Guild) یک اتحادیهٔ خبرنگاری است که در سال ۱۹۷۴ پایه‌گذاری شد و تمرکزش به مسائل و موضوع‌های عمومی رسانه‌هاست.
این اتحادیه هر سال، ۳ جایزه اهدا می‌کند:
- جوایز رادیویی و تلویزیونی اتحادیهٔ مطبوعاتی صدا و سیما (از سال ۱۹۷۴)
- جایزهٔ هاروی لی برای مشارکت برجسته در صدا و سیما (از سال ۱۹۹۲)
- جایزهٔ نوآوری اتحادیهٔ مطبوعاتی صدا و سیما (از سال ۲۰۰۶)

## تاریخچه
انجمن صنفی در سال ۱۹۷۴ به عنوان جدایی از حلقه منتقدان تأسیس شد و پنجاهمین سالگرد خود را در سال ۲۰۲۴ جشن گرفت. عضویت آن شامل بیش از ۱۰۰ کارمند و روزنامه‌نگار آزاد است که در مورد تلویزیون، رادیو، جریان و رسانه‌ها برای روزنامه‌های ملی بریتانیا می‌نویسند و پخش می‌کنند. مجلات تخصصی و رسانه‌های آنلاین.
یکی از شناخته شده‌ترین فعالیت‌های انجمن، میزبانی ناهار است که در آن چهره‌های برجسته صنعت درگیر گفتگو هستند. انجمن اکثر مدیران کل و روسای بی‌بی‌سی و وزرای دولتی را که مسئول پخش برنامه هستند همراه با طیف وسیعی از مدیران ارشد کانال‌های تلویزیونی و رادیویی در بریتانیا و خارج از کشور سرگرم کرده است. سخنرانان قبلی ناهار عبارتند از: سالی وین رایت، پیتر فینچام، دیوید آبراهام، شارلوت مور، جان ویتینگدیل، کریس پتن، جرمی هانت، گرگ دایک، کوین لیگو، کارولین مک کال، مایکل گرید، مارتین سورل، مارک تامپسون و گری لاینکر.

## در اخبار
معمول است که در ضیافت ناهار BPG اعلامیه‌های رسانه ای بزرگ یا تغییر سیاست‌ها انجام شود. در سال ۲۰۱۲، ریچارد کلاین، کنترلر چهار بی‌بی‌سی، اعلام کرد که این شبکه پخش‌های پخش مجدد Top of the Pops را در پی رسوایی جیمی ساویل متوقف خواهد کرد. در همان رویداد، کلاین اعلام کرد که این شبکه حقوق پخش سریال کمدی پارک‌ها و تفریحات NBC را خریداری کرده است.
در یک ناهار در سال ۲۰۱۲، لرد پتن اعلام کرد که به برخی از فریلنسرهای بی‌بی‌سی، از جمله فیونا بروس و گراهام نورتون، پس از بررسی ترتیبات مالیاتی بی‌بی‌سی، قراردادهایی با کارکنان پیشنهاد می‌شود، در حالی که در عین حال این را انکار می‌کند که پخش کننده در فرار مالیاتی شرکت داشته است. در طول همان رویداد، پتن همچنین سکوت خود را در مورد رسوایی جیمی ساویل شکست، و اتهامات گسترده‌ای را در مورد پوشش شرکتی روشن کرد.
سخنرانان گاهی اوقات در مراسم سالانه جوایز BPG خبر می‌دهند. در سال ۲۰۱۶، راسل تی دیویس، رئیس سابق Doctor Who از فقدان شخصیت‌های همجنسگرا در تلویزیون انتقاد کرد.
در یک ناهار BPG در سال ۲۰۲۴، گری لاینکر دربارهٔ تولیدات پادکست Goalhanger و بحث بر سر اظهارات توییتر خود صحبت کرد.
به مناسبت پنجاهمین سالگرد تأسیس خود در سال ۲۰۲۴، انجمن از اعضای خود دعوت کرد تا ۵۰ برنامه تلویزیونی برجسته خود را انتخاب کنند. رتبه برتر به مجموعه مستندهای «7 Up» که توسط تلویزیون گرانادا در سال ۱۹۶۴ آغاز شد، رسید.